# Liberty Cap
Pour les articles homonymes, voir Liberty.
Liberty Cap est un sommet de la Sierra Nevada, aux États-Unis. Il culmine à 2 157 mètres d'altitude dans le comté de Mariposa, en Californie. Il est protégé dans la Yosemite Wilderness, au sein du parc national de Yosemite.